# Euceros thoracicus
Euceros thoracicus är en stekelart som beskrevs av Cresson 1869. Euceros thoracicus ingår i släktet Euceros och familjen brokparasitsteklar. Inga underarter finns listade i Catalogue of Life.